# Proparco
Proparco (Société de Promotion et de participation pour la coopération économique) est une institution financière de développement française, opérant dans les pays en développement et émergents. Elle est une filiale de l'Agence française de développement (AFD) dédiée au secteur privé et intervient en faveur du développement durable en finançant et en accompagnant des entreprises, des institutions financières et des fonds d'investissement en Afrique, en Asie, en Amérique Latine et au Moyen Orient. En 2021, Proparco a déployé plus de 2 milliards d'euros de financements pour soutenir 284 nouveaux projets de développement, dont près d'un milliard d’euros en Afrique, sa première zone d’intervention.
Intégrée dans le dispositif français de coopération, Proparco met également en œuvre l’initiative française Choose Africa qui vise à soutenir l’entrepreneuriat africain.

## Histoire
Dans les années 1950, la France avait favorisé l’émergence de banques locales de développement, se consacrant à l'aide au secteur privé, en se plaçant sur le long terme, à la différence des banques commerciales.
À partir du début des années 1970, l’État diversifie son mode de soutien à l’économie et, outre l’octroi de prêts bonifiés, il devient acteur du capital-investissement. Puis il étend ses nouvelles méthodes à l’aide au développement et, dans le but de participer par l'investissement à des projets qu'il juge stratégiques dans les pays de la zone franc aux côtés des banques locales de développement, l’État crée en 1977 la Société de Promotion et de participation pour la coopération économique. « La Proparco », comme il est dit alors, est née,.
À l’origine, la CCCE (Caisse centrale de coopération économique, ancêtre de l’AFD) est l'actionnaire unique. En 1990, la Proparco devient une société financière à part entière, avec un capital réparti entre la CCCE, des institutions financières françaises ou internationales, et des groupes industriels français privés.
La CCCE devient elle-même la Caisse française de développement (CFD) en 1992, puis l'Agence française de développement (AFD) en 1998. 
Proparco étend ensuite progressivement, au fil des décennies, son périmètre géographique d'action et ses engagements,
. Le journal Le Monde remarque en 2010 que, dans les années 2000, les engagements de Proparco dans des entreprises ont été multipliés par 10, quand ceux de l'AFD quadruplaient, ce qui semble montrer l'importance de plus en plus forte donnée par l’État français aux entreprises privées comme moteur de croissance dans les pays en développement.

## Directeurs généraux
| Dates d'exercice | Directeur général      |
| ---------------- | ---------------------- |
| 1977 - 1985      | Jean-Pierre Dupressoir |
| 1985 - 1992      | François Colas         |
| 1992 - 1998      | Pierre Arnaud          |
| 1998 - 2003      | Gilles Peltier         |
| 2003 - 2006      | Claude Périou          |
| 2006 - 2010      | Luc Rigouzzo           |
| 2010 - 2012      | Étienne Viard          |
| 2012 - 2016      | Claude Périou          |
| 2016 - 2022      | Grégory Clemente       |
| Depuis 2022      | Françoise Lombard      |

## Activité

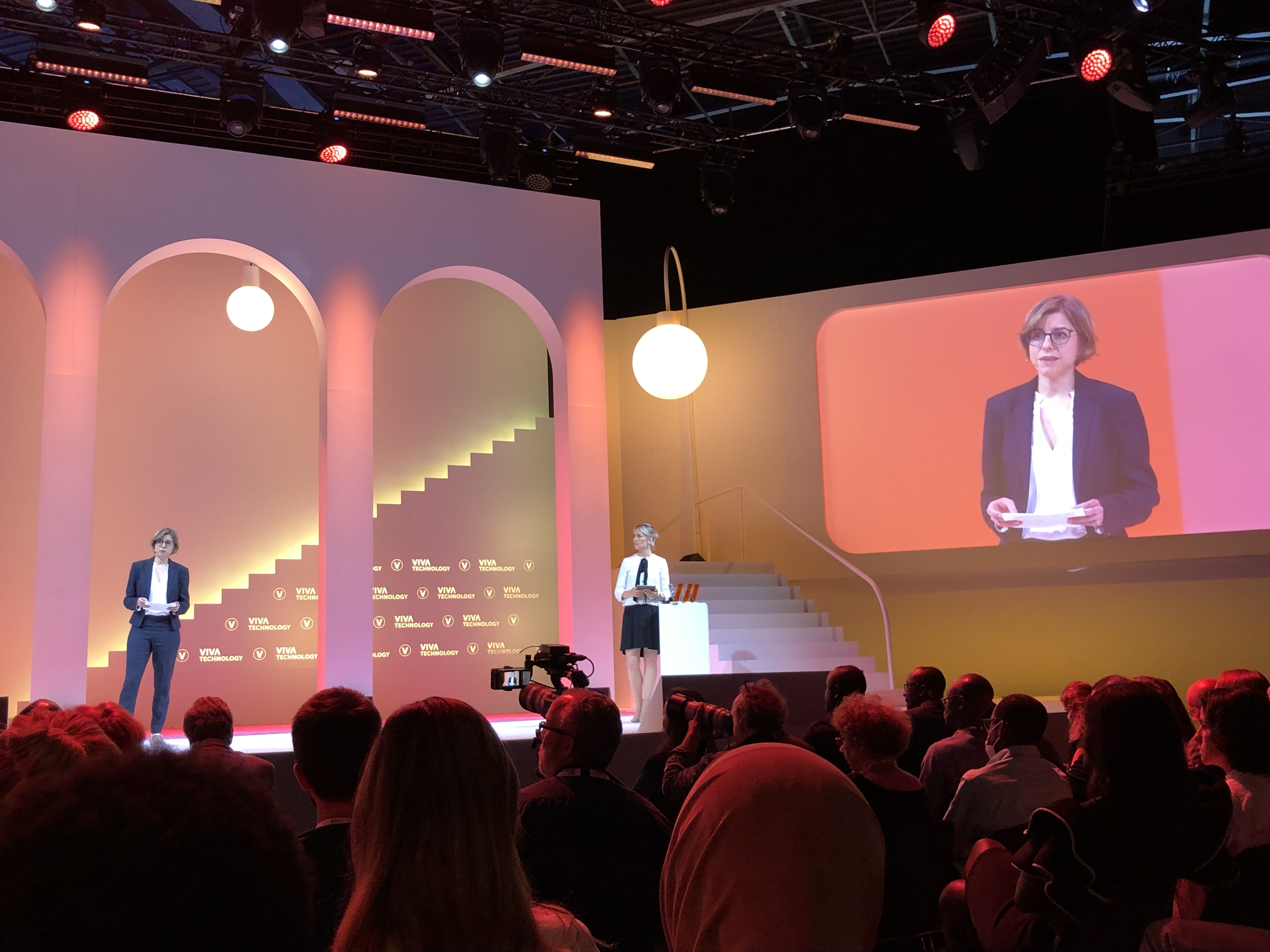
Intervention de Françoise Lombard au salon Vivatech 2022 à Paris.

### Secteurs d'intervention
Proparco intervient auprès d'acteurs divers :
- Établissement financiers : 40 %
- Entreprises : 37 %
- Infrastructures : 18 %
- Fonds d'investissement : 4 %

Selon des modalités de financement variées :
- Prêts : 1 517 M€
- Garanties : 358 M€
- Participations : 178 M€
- Autres titres : 56 M€
- Subventions : 12 M€

Et dans quatre zones géographiques :
- Afrique : 1 064 M€ représentant 50 %
- Amérique latine : 383 M€ représentant 18 %
- Asie : 364 M€ représentant 17 %
- Moyen-Orient : 246 M€ représentant 12 %
- Multi-pays : 64 M€ représentant 3 %

Par-delà cette activité financière, Proparco propose aux entreprises un accompagnement dit extra-financier pour renforcer la contribution des acteurs privés à la réalisation des objectifs de développement durable fixés par l'Organisation des Nations unies.
Parmi les critères de choix des projets accompagnés et financés par Proparco figurent notamment la viabilité, le caractère équitable, la soutenabilité environnementale et la rentabilité financière.
À partir de 2019, Proparco participe à l'initiative Choose Africa lancée conjointement avec l'AFD pour accélérer la croissance des PME africaines, qui consiste en la mise à disposition de 2,5 milliards d'euros sur 4 ans : 1,5 milliard de prêts et garanties bancaires et 1 milliard de prises de participations dans les PME (investissements directs ou via des fonds de capital-investissement). En 2020, pour prendre sa part dans la réponse à la crise du Covid-19, Proparco ajoute 1 milliard d'euros supplémentaires dans le cadre du plan Choose Africa Resilience.

### Retombées
En 2021, Proparco a signé 284 nouveaux projets contribuant aux Objectifs de développement durable :
- 1,9 million de tonnes éq. CO2 évitées par an, sur la durée de vie des projets
- 1,4 million d'emplois soutenus à horizon 5 ans
- Un meilleur accès à un service ou un bien essentiel pour 9 millions de personnes à horizon 5 ans, dont notamment :
  - un accès à de l’énergie renouvelable pour 3,1 millions de personnes
  - un accès à un service de transport pour 151 000 personnes
  - un accès à des services de santé pour 566 000 personnes
  - un accès au micro-crédit pour 698 000 personnes
  - un accès à un service de télécommunication pour 2,8 millions de personnes

## Actionnariat
Proparco compte une vingtaine d'actionnaires, dont le majoritaire est l'AFD.
|                                      | Actionnaires | Pourcentages |
| ------------------------------------ | --- | ------------ |
| Agence française de développement    | | 79,8 %       |
| Organismes financiers français       | - Bpifrance - BPCE IOM - BNP Paribas - Crédit agricole - Société générale | 9,2 %        |
| Organismes financiers internationaux | - Banque de développement d'Afrique du Sud (DBSA : Development Bank of Southern Africa) - CAF (Corporación Andina de Fomento) - AKFED (Aga Khan Fund for Economic Development (en)) - BOAD (Banque ouest-africaine de développement) - Bank of Africa - BMCE Group - BoA Group SA (Bank of Africa Group) | 10,0 %       |
| Entreprises                          | - ENGIE - Groupe Bouygues - Bouygues Construction - Bolloré Africa Logisitics (en) - Saur International - Somdiaa - SIPH | 1,4 %        |
| Fonds et fondations éthiques         | - Amundi AFD Avenirs durables - Natixis Solidaire (Mirova) - Jean-Pierre Gonon | 0,6 %        |